# Fly-by-wire

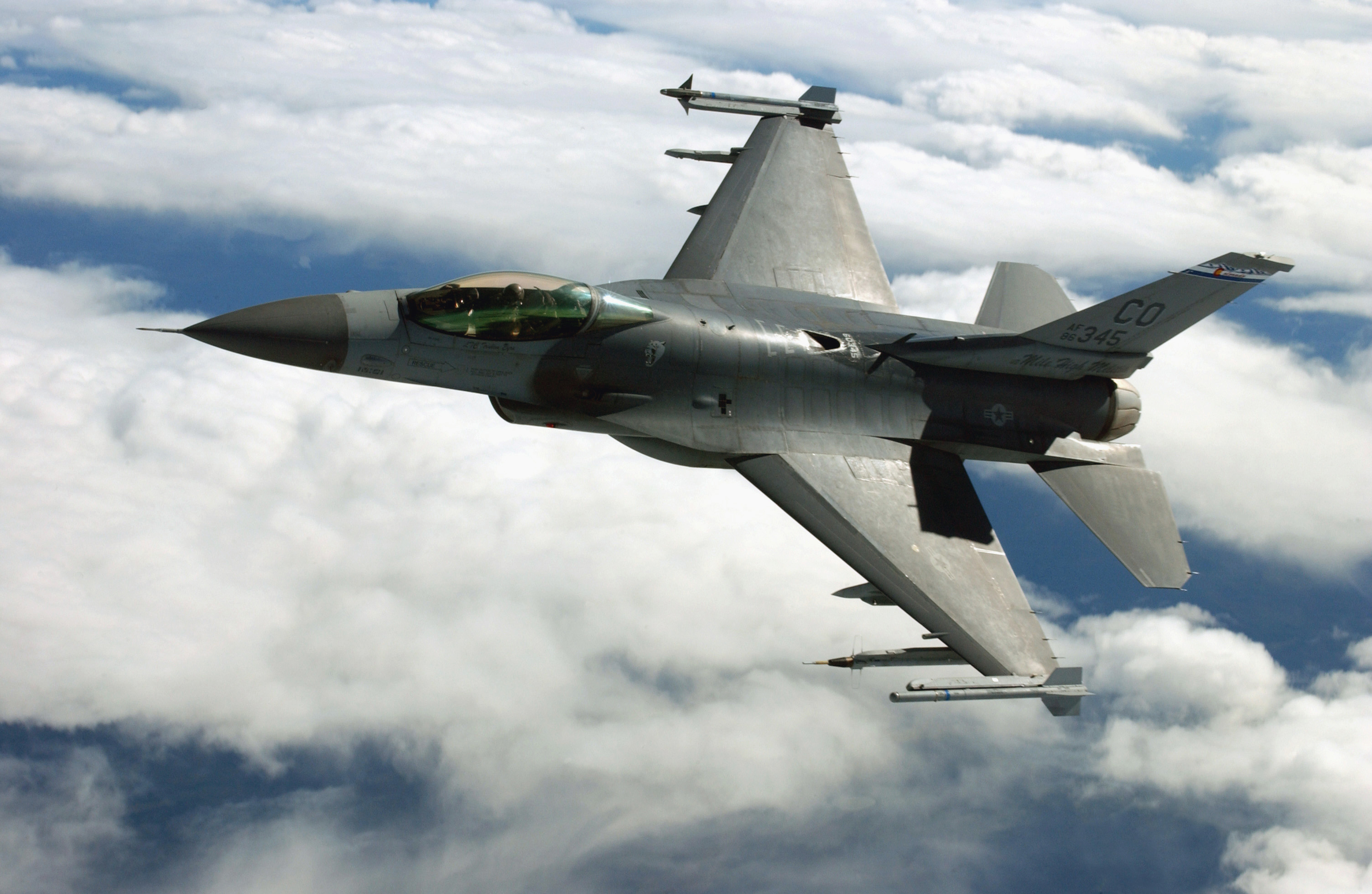
F-16 Fighting Falcon, pierwszy seryjnie produkowany samolot wykorzystujący system fly-by-wire

Fly-by-wire (FBW) – elektroniczny system sterowania statkiem powietrznym, w którym brak jest mechanicznych połączeń z powierzchniami sterowymi (sterem wysokości, sterem kierunku i lotkami), zaś w przypadku wiropłatów — z łopatami wirnika nośnego i śmigła ogonowego (sterowanie ogólne i sterowanie okresowe). 
Sterowanie odbywa się poprzez sygnał cyfrowy (dawniej analogowy) przekazywany przewodem elektrycznym lub światłowodem (fly-by-light) do komputera, który następnie steruje siłownikami poruszającymi powierzchnie sterowe. Sygnały sterujące są modyfikowane przez komputer w celu osiągnięcia optymalnych cech sterowności i stateczności.
Powstanie systemu fly-by-wire związane jest z rozwojem samolotów myśliwskich i zastosowaniem układu samolotu aerodynamicznie niestatecznego statycznie, co umożliwiło znaczne zwiększenie zdolności manewrowych. Zastosowany układ mógł być pilotowany jedynie przy użyciu systemu komputerowego zapewniającego (poprzez sterowność) stateczność samolotu i korygującego położenie powierzchni sterowych niezależnie od pilota tak, aby zapewnić stabilny lot. 
Za początek masowego zastosowania fly-by-wire uważa się testy prowadzone przez US Air Force na specjalnie przebudowanym B-47E Stratojecie w drugiej połowie lat sześćdziesiątych. Pierwszym seryjnie produkowanym samolotem wykorzystującym ten system był General Dynamics F-16 Fighting Falcon, co było też związane z rozwojem komputerów i systemów oprogramowania do FBW w tym okresie. System FBW umożliwił realizację udanych projektów samolotów o aerodynamicznie naturalnie ograniczonej stateczności (np. latające skrzydło Northrop B-2 Spirit).
Rozwiązanie to zaczęto stosować w bolidach Formuły 1 oraz w samochodach cywilnych, gdzie np. zastosowano joystick sterujący siłownikami zainstalowanymi w skrzyni biegów zamiast dźwigni zmiany biegów.
Układy sterowania typu FBW posiadają wiele zalet, do których należy między innymi odciążenie od pracy pilota, mniejsza masa układu i większa niezawodność niż mechanicznych układów sterowania.  
W ujęciu teorii sterowania (automatyka) FBW stanowi system z zamkniętą pętlą sprzężenia zwrotnego. Oznacza to, że manipulacja np. sterem jest sygnałem wymuszenia zmiany pewnego parametru lotu, np. promienia skrętu, zaś system regulacji uruchamia lotki i ster kierunku, tak by wykonać stosowny manewr. W bezpośrednim systemie sterowania (otwartym) wychylenia lotek i steru pilot dokonuje oddzielną manipulacją dwoma zadajnikami. Przykładem stosowania podobnego rozwiązania w produktach konsumenckich może być zastąpienie tradycyjnej linki pomiędzy pedałem gazu a przepustnicą powietrza w silniku spalinowym samochodu elektronicznym czujnikiem położenia pedału (enkoderem) oraz siłownikiem przepustnicy. W otwartym systemie sterowania kierowca, wciskając pedał, regulował ilość powietrza dostarczaną do silnika, co odpowiada w przybliżeniu sterowaniu mocą chwilową silnika. Chcąc utrzymać stałą prędkość pojazdu, konieczne było dostosowanie wymuszenia do warunków jazdy (wiatr, wzniesienie itd.). Zbyt gwałtowne wciśnięcie pedału powodowało przeregulowanie układu (zdławienie silnika). W systemie z zamkniętą pętlą sprzężenia zwrotnego sterownik traktuje pedał gazu jako zadajnik parametru obrotów silnika i otwiera przepustnicę, tak by utrzymać ten wskaźnik. Gwałtowne wciśnięcie pedału oznacza realizację programu sterowania "przyspieszaj maksymalnie do chwili uzyskania nowej wartości obrotów silnika".